# Like Twenty Impossibles
Like Twenty Impossibles (en árabe: كأننا عشرون مستحيل‎; en español Como veinte imposible) es un cortometraje independiente escrito y dirigido por Annemarie Jacir en 2003.
Fue la película de tesis de Jacir mientras asistía a la Universidad de Columbia. Es una película de ficción rodada en la Palestina ocupada durante la Segunda Intifada sobre un equipo de filmación palestino que intenta cruzar los puestos de control israelíes.

## Reconocimientos
Se convirtió en el primer cortometraje del mundo árabe elegido como Selección Oficial del Festival de Cannes. Además de ser el primer cortometraje palestino en Cannes, también fue la primera vez que una directora palestina desfiló por la alfombra roja. 
La película ganó numerosos premios y fue finalista nacional de los Premios Óscar. Ganó más de 15 premios, incluido el de Mejor Película en el Festival Internacional de Cine de Chicago, IFP/Nueva York, el Institut du Monde Arabe y el Festival Internacional de Cine de Palm Springs.